# Temporada 1999-2000 de Los Angeles Lakers
La temporada 1999-2000 fue la quincuagésimo segunda de los Lakers en la NBA, y la cuadragésima en su ubicación en Los Ángeles, California. La temporada regular acabaron con 67 victorias y 15 derrotas, ocupando el primer puesto de la Conferencia Oeste, clasificándose para los playoffs, en los que resultaron campeones tras derrotar en las Finales a los Indiana Pacers. Fue su duodécimo campeonato de la NBA.

## Elecciones en elDraft
| Ronda | Puesto | Jugador        | Posición | Nacionalidad   | Universidad/Club |
| ----- | ------ | -------------- | -------- | -------------- | ---------------- |
| 1     | 23     | Devean George  | Alero    | Estados Unidos | Augsburg         |
| 2     | 30     | John Celestand | Base     | Estados Unidos | Villanova        |

## Temporada regular
| División Pacífico        | División Pacífico | División Pacífico | División Pacífico | División Pacífico | División Pacífico | División Pacífico | División Pacífico | División Pacífico |
| Equipo                   | G                 | P                 | %                 | PD                | Casa              | Fuera             | Div               |                   |
| ------------------------ | ----------------- | ----------------- | ----------------- | ----------------- | ----------------- | ----------------- | ----------------- | ----------------- |
| y-Los Angeles Lakers     | 67                | 15                | .817              | –                 | 36–5              | 31–10             | 20–4              |                   |
| x-Portland Trail Blazers | 59                | 23                | .720              | 8                 | 30–11             | 29–12             | 21–3              |                   |
| x-Phoenix Suns           | 53                | 29                | .646              | 14                | 32–9              | 21–20             | 15–9              |                   |
| x-Seattle SuperSonics    | 45                | 37                | .549              | 22                | 24–17             | 21–20             | 12–12             |                   |
| x-Sacramento Kings       | 44                | 38                | .537              | 23                | 30–11             | 14–27             | 9–15              |                   |
| Golden State Warriors    | 19                | 63                | .232              | 48                | 12–29             | 7–34              | 2–22              |                   |
| Los Angeles Clippers     | 15                | 67                | .183              | 52                | 10–31             | 5–36              | 5–19              |                   |

## Playoffs

### Primera ronda
Los Angeles Lakers vs. Sacramento Kings 
| Fecha       | Partido                                      | Ciudad     |
| ----------- | -------------------------------------------- | ---------- |
| 23 de abril | Los Angeles Lakers 117, Sacramento Kings 107 | Inglewood  |
| 27 de abril | Los Angeles Lakers 113, Sacramento Kings 89  | Inglewood  |
| 30 de abril | Sacramento Kings 99, Los Angeles Lakers 91   | Sacramento |
| 2 de mayo   | Sacramento Kings 101, Los Angeles Lakers 88  | Sacramento |
| 5 de mayo   | Los Angeles Lakers 113, Sacramento Kings 86  | Inglewood  |
|             | Los Angeles Lakers gana las series 3-2       |            |

### Semifinales de Conferencia
Los Angeles Lakers vs. Phoenix Suns
| Fecha      | Partido                                 | Ciudad    |
| ---------- | --------------------------------------- | --------- |
| 7 de mayo  | Los Angeles Lakers 105, Phoenix Suns 77 | Inglewood |
| 10 de mayo | Los Angeles Lakers 97, Phoenix Suns 96  | Inglewood |
| 12 de mayo | Phoenix Suns 99, Los Angeles Lakers 105 | Phoenix   |
| 14 de mayo | Phoenix Suns 117, Los Angeles Lakers 98 | Phoenix   |
| 17 de mayo | Los Angeles Lakers 87, Phoenix Suns 65  | Inglewood |
|            | Los Angeles Lakers gana las series 4-1  |           |

### Finales de conferencia
Los Angeles Lakers  vs. Portland Trail Blazers
| Fecha      | Partido                                           | Ciudad    |
| ---------- | ------------------------------------------------- | --------- |
| 20 de mayo | Los Angeles Lakers 109, Portland Trail Blazers 94 | Inglewood |
| 22 de mayo | Los Angeles Lakers 77, Portland Trail Blazers 106 | Inglewood |
| 26 de mayo | Portland Trail Blazers 91, Los Angeles Lakers 93  | Portland  |
| 28 de mayo | Portland Trail Blazers 91, Los Angeles Lakers 103 | Portland  |
| 30 de mayo | Los Angeles Lakers 88, Portland Trail Blazers 96  | Inglewood |
| 2 de junio | Portland Trail Blazers 103, Los Angeles Lakers 93 | Portland  |
| 4 de junio | Los Angeles Lakers 89, Portland Trail Blazers 84  | Inglewood |
|            | Los Angeles Lakers gana las series 4-3            |           |

### Finales de la NBA
Los Angeles Lakers vs. Indiana Pacers
| Fecha       | Partido                                    | Ciudad       |
| ----------- | ------------------------------------------ | ------------ |
| 7 de junio  | Los Angeles Lakers 104, Indiana Pacers 87  | Inglewood    |
| 9 de junio  | Los Angeles Lakers 111, Indiana Pacers 104 | Inglewood    |
| 11 de junio | Indiana Pacers 100, Los Angeles Lakers 91  | Indianapolis |
| 14 de junio | Indiana Pacers 118, Los Angeles Lakers 120 | Indianapolis |
| 16 de junio | Indiana Pacers 120, Los Angeles Lakers 87  | Indianapolis |
| 19 de junio | Los Angeles Lakers 116, Indiana Pacers 111 | Inglewood    |
|             | Los Angeles Lakers gana las finales 4-2    |              |

## Estadísticas

### Temporada regular
| Jugador          | PJ | PT | MPP  | %TC  | %3P  | %TL  | RPP  | APP | ROB  | TPP  | PPP  |
| ---------------- | -- | -- | ---- | ---- | ---- | ---- | ---- | --- | ---- | ---- | ---- |
| Kobe Bryant      | 66 | 62 | 38.2 | .468 | .319 | .821 | 6.3  | 4.9 | 1.61 | .94  | 22.5 |
| John Celestand   | 16 | 0  | 11.6 | .333 | .222 | .833 | .7   | 1.2 | .44  | .00  | 2.3  |
| Derek Fisher     | 78 | 22 | 23.1 | .346 | .313 | .724 | 1.8  | 2.8 | 1.03 | .04  | 6.3  |
| Rick Fox         | 82 | 1  | 18.0 | .414 | .326 | .808 | 2.4  | 1.7 | .63  | .32  | 6.5  |
| Devean George    | 49 | 1  | 7.0  | .389 | .340 | .659 | 1.5  | .2  | .20  | .08  | 3.2  |
| A.C. Green       | 82 | 82 | 23.5 | .447 | .250 | .695 | 5.9  | 1.0 | .65  | .22  | 5.0  |
| Ron Harper       | 80 | 78 | 25.5 | .399 | .311 | .680 | 4.2  | 3.4 | 1.06 | .49  | 7.0  |
| Robert Horry     | 76 | 0  | 22.2 | .438 | .309 | .788 | 4.8  | 1.6 | 1.11 | 1.05 | 5.7  |
| Sam Jacobson     | 3  | 0  | 6.0  | .556 | .000 | .000 | .3   | .7  | .33  | .00  | 3.3  |
| Travis Knight    | 63 | 0  | 6.5  | .390 | .000 | .607 | 2.0  | .4  | .10  | .37  | 1.7  |
| Tyronn Lue       | 8  | 0  | 18.2 | .487 | .500 | .750 | 1.5  | 2.1 | .38  | .00  | 6.0  |
| Shaquille O'Neal | 79 | 79 | 40.0 | .574 | .000 | .524 | 13.6 | 3.8 | .46  | 3.03 | 29.7 |
| Glen Rice        | 80 | 80 | 31.6 | .430 | .367 | .874 | 4.1  | 2.2 | .59  | .15  | 15.9 |
| John Salley      | 45 | 3  | 6.7  | .362 | .000 | .750 | 1.4  | .6  | .18  | .31  | 1.6  |
| Brian Shaw       | 74 | 2  | 16.9 | .382 | .310 | .759 | 2.9  | 2.7 | .47  | .19  | 4.1  |

### Playoffs
| Jugador          | PJ | PT | MPP  | %TC  | %3P  | %TL  | RPP  | APP | ROB  | TPP  | PPP  |
| ---------------- | -- | -- | ---- | ---- | ---- | ---- | ---- | --- | ---- | ---- | ---- |
| Kobe Bryant      | 22 | 22 | 39.0 | .442 | .344 | .754 | 4.5  | 4.4 | 1.45 | 1.45 | 21.1 |
| Derek Fisher     | 21 | 0  | 15.3 | .430 | .414 | .760 | 1.0  | 2.0 | .52  | .05  | 4.7  |
| Rick Fox         | 23 | 0  | 14.4 | .452 | .462 | .762 | 1.7  | 1.2 | .39  | .00  | 4.3  |
| Devean George    | 9  | 0  | 5.0  | .368 | .200 | .545 | 1.1  | .2  | .11  | .00  | 2.4  |
| A.C. Green       | 23 | 23 | 18.7 | .411 | .000 | .696 | 4.2  | .6  | .61  | .13  | 3.9  |
| Ron Harper       | 23 | 23 | 28.0 | .431 | .231 | .702 | 3.7  | 3.2 | 1.00 | .57  | 8.6  |
| Robert Horry     | 23 | 0  | 26.9 | .407 | .288 | .702 | 5.3  | 2.5 | .87  | .83  | 7.6  |
| Travis Knight    | 14 | 0  | 3.4  | .533 | .000 | .333 | .4   | .0  | .07  | .21  | 1.3  |
| Shaquille O'Neal | 23 | 23 | 43.5 | .566 | .000 | .456 | 15.4 | 3.1 | .57  | 2.39 | 30.7 |
| Glen Rice        | 23 | 23 | 33.3 | .408 | .418 | .798 | 4.0  | 2.1 | .65  | .17  | 12.4 |
| John Salley      | 18 | 0  | 4.3  | .385 | .000 | .700 | 1.2  | .2  | .06  | .33  | .9   |
| Brian Shaw       | 22 | 1  | 18.5 | .421 | .333 | .813 | 2.3  | 3.0 | .50  | .18  | 5.4  |

## Galardones y récords
| Jugador          | Galardón |
| Shaquille O'Neal | MVP de la NBA Mejor quinteto de la NBA Mejor quinteto defensivo de la NBA MVP de las Finales de la NBA All-Star |
| Kobe Bryant      | 2.º Mejor quinteto de la NBA Mejor quinteto defensivo de la NBA All-Star                                        |